# Othon Péconnet
Jean-Baptiste Othon Péconnet, plus connu sous le nom d'Othon Péconnet, est un homme politique français né le 15 janvier 1830 à Limoges (Haute-Vienne) et décédé le 23 mai 1871 à Versailles (Yvelines), qui fut maire de Limoges et préfet puis député de la Charente.
Préfet de la Charente en 1866, il est révoqué après le 4 septembre 1870. Élu député de la Charente en février 1871, il siège quelques mois au groupe bonapartiste de l'Appel au peuple, avant de décéder.
Il est inhumé au Cimetière de Louyat.

## Distinctions

### Décorations
- Chevalier de la Légion d'honneur (1864)[4]

### Toponymie
- Une rue Othon Péconnet existe à Limoges, et relie la place d'Aine à la place de la Motte[5].

### Sources
- « Othon Péconnet », dans Adolphe Robert et Gaston Cougny, Dictionnaire des parlementaires français, Edgar Bourloton, 1889-1891 [détail de l’édition]